# Corydalis pubicaulis
Corydalis pubicaulis är en vallmoväxtart som beskrevs av Cheng Yih Wu och H. Chuang. Corydalis pubicaulis ingår i släktet nunneörter, och familjen vallmoväxter. Inga underarter finns listade i Catalogue of Life.